# بوكيم وودبين
بوكيم وودبين (بالإنجليزية: Bokeem Woodbine)‏ هو ممثل أمريكي، ولد في 13 أبريل 1973 بهارلم في الولايات المتحدة.

## أعمال

### أفلام
- (1996) الصخرة[5][6][7]
- (2004) راي[8]
- (2010) ديفل[9][10]
- (2012) توتال ريكول[11][12]
- (2013) المضيف
- (2013) ريديك
- (2017)  العودة للوطن[13][14]
- (2018) السيد الأعلي

## وصلات خارجية
- بوكيم وودبين على موقع IMDb (الإنجليزية)
- بوكيم وودبين على موقع ألو سيني (الفرنسية)
- بوكيم وودبين على موقع ميوزك برينز (الإنجليزية)
- بوكيم وودبين على موقع أول موفي (الإنجليزية)
- بوكيم وودبين على موقع قاعدة بيانات الأفلام السويدية (السويدية)
- بوكيم وودبين على موقع إن إن دي بي (الإنجليزية)
- بوكيم وودبين على موقع أول ميوزيك (الإنجليزية)
- بوكيم وودبين على موقع ديسكوغز (الإنجليزية)
- بوكيم وودبين على موقع قاعدة بيانات الفيلم (الإنجليزية)
- بوكيم وودبين على موقع كينوبويسك (الروسية)